# Six Poèmes (Rachmaninov)
Pour les articles homonymes, voir Six Poèmes.
Les Six Poèmes op. 38 sont six mélodies du pianiste et compositeur russe Sergueï Rachmaninov. Composées en 1916 et dédiées à Nina Koshetz, elles sont écrites en même temps que les Études-Tableaux op. 39, lorsque la musique de Rachmaninov est à son apogée.

## Six poèmes

### Les margueritesno3
Daisies en anglais. Rachmaninov en a fait une transcription pour piano seul (1940) qu'il a enregistrée.

## Discographie
Le pianiste Alexandre Melnikov et la soprano Elena Brilova ont interprété les Six poèmes op. 38.
Le disque est paru en 2008 aux éditions Harmonia Mundi.
Rachmaninov a également interprété Daisies, le troisième poème, dans sa transcription pour piano seul. L'enregistrement a été entièrement remasterisé par Zenph.